# آنار کریموف
آنار کریموف (ترکی آذربایجانی: Anar Qabil oğlu Kərimov) سیاستمدار آذربایجانی است که هم‌اکنون مسئولیت وزارت فرهنگ جمهوری آذربایجان را بر عهده دارد. وی قبلاً سرپرست و معاون اول وزیر فرهنگ این کشور بود. 

## زندگی‌نامه
آنار کریموف در ۳ ژوئیه سال ۱۹۷۷ در شهرستان فضولی، از توابع قره باغ، در آذربایجان شوروی به دنیا آمد. او در سال ۱۹۹۸ مدرک کارشناسی زبان و ادبیات عربی را از دانشکده خاورشناسی دانشگاه دولتی باکو به دست آورد. سپس در سال ۲۰۰۳، از مقطع کارشناسی ارشد در رشته روابط بین‌الملل و دیپلماسی آکادمی مدیریت عمومی جمهوری آذربایجان دانش‌آموخته شد. در سالهای متعاقب، دوره‌های آموزشی دیپلماسی‌ای در مدرسه مستنصریه در عراق، دانشگاه علوم دیپلماسی در مصر، آکادمی دیپلماتیک وین در اتریش، دانشگاه بین‌المللی حقوق بشردوستانه در ایتالیا، و کمیته بین‌المللی صلیب سرخ در لهستان و… گذراند.
وی بر زبان‌های روسی، انگلیسی و فرانسوی تسلط کامل دارد. متأهل و دارای سه فرزند است.

## کارنامه سیاسی
آنار کریموف کارنامه دیپلماتیک خود را از سال ۲۰۰۰ به عنوان وابسته و دبیر سوم در قسمت‌های حقوق بشر، دمکراتیزه‌سازی و امور بشردوستانه وزارت امور خارجه جمهوری آذربایجان آغاز کرد. او به ترتیب در سال‌های ۲۰۰۴ الی ۲۰۰۸ به عنوان دبیر سوم و دوم سفارتخانه آذربایجان در بلژیک و نمایندگی دائمش در اتحادیه اروپا فعالیت داشت. در میان سالهای ۲۰۰۸ تا ۲۰۰۹، دبیری اول بخش مسائل بشردوستانه و اجتماعی در وزارت خارجه آذربایجان را عهده‌دار شد. از سال ۲۰۱۰ تا ۲۰۱۴ بود، که وی به عنوان مشاور و کاردار در نمایندگی دائمی آذربایجان در یونسکو مشغول به کار شد.
بنابر فرمان‌های الهام علی‌اف، رئیس‌جمهوری آذربایجان، مورخ ۲۳ ماه مه سال ۲۰۱۴، آنار کریموف با اخذ درجه دیپلماتیک فرستاده فوق‌العاده و تام‌اختیار، به منزله نماینده دائم جمهوری آذربایجان در یونسکو منصوب گردید.
۹ ژوئیه ۲۰۱۹، از آنار کریموف با اهدای درجه دیپلماتیک سفیر فوق‌العاده و تام‌اختیار، تقدیر به عمل آمد.
۲۰ ژوئیه سال ۲۰۲۰، الهام علی‌اف طی حکمی آنار کریموف را به عنوان جانشین و سرپرست وزارت فرهنگ جمهوری آذربایجان تعین نمود.
به فرمان الهام علی‌اف به تاریخ ۵ ژانویه سال ۲۰۲۱، آنار کریموف به عنوان وزیر فرهنگ آذربایجان منصوب شد.

## جایزه
- نشان درجه ۳ «برای خدمت به میهن» جمهوری آذربایجان: ۱ اوت سال ۲۰۱۹